# 600

## Родени
- Гримоалд I, (* май), херцог на Беневенто 647 – 662, крал на лангобардите и Италия 662 – 671, (+ 671). Заселва българи в южна Италия.